# Ensidig klokke
Ensidig klokke (Campanula rapunculoides) eller Havepest er en 20-60 cm høj urt, der vokser ved vejkanter, i haver og på affaldspladser. Knoldene er næringsrige, og planten har derfor været dyrket som fødemiddel.

## Beskrivelse
Ensidig klokke er en flerårig urt med en stiv, opret vækst. Stænglerne er afrundet firkantede med stive hår. Bladene er spredtstillede og aflangt ægformede med savtakket rand. Over- og underside er ensartet behårede og græsgrønne.
Blomstringen sker i juni-september, og blomsterne sidder i en ensidig klase fra bladhjørnerne. De er blåviolette og smalt klokkeformede med lange kronflige. Frugten er en håret kapsel med mange frø.
Planten danner et kraftigt rodnet fra underjordiske udløbere og knolde.
Højde x bredde og årlig tilvækst: 0,50 x 2,0 m (50 x 15 cm/år).

## Voksested
Planten findes forvildet overalt i Danmark, hvor den optræder på næringsrig jord i haver, parker, langs vejkanter og på strandvolde.
På en fugtig eng i den tidligere grænsestribe mellem Vesttyskland og DDR i Kleinmachnow findes den sammen med bl.a. bjørneklo, draphavre, hundegræs, alm. syre, engrapgræs, fløjlsgræs, hvid okseøje, musevikke, rødkløver, tveskægget ærenpris og vild gulerod. Planten regnes i dag for et besværligt ukrudt.